# Opelousas
Opelousas – miasto w Stanach Zjednoczonych, w południowo-środkowej części stanu Luizjana. Około 23 tys. mieszkańców. 

## Historia
Założone w 1720 roku jest trzecim najstarszym miastem Luizjany. Swą nazwę bierze od plemienia indiańskiego Appalousa. W XVIII i XIX wieku miasto służyło jako główny punkt handlowy pomiędzy Nowym Orleanem i Natchitoches. Jest nazywane "światową stolicą przypraw" z powodu ich produkcji na szeroką skalę.